# Bicci di Lorenzo

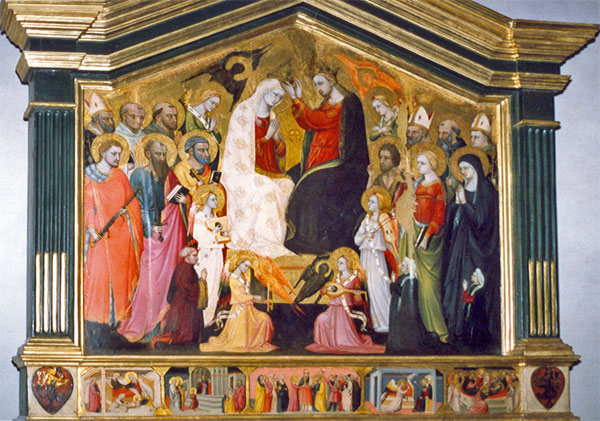
Coronación de la Virgen, iglesia de la Santa Trinidad, Florencia.

Bicci di Lorenzo (Florencia; 1373 - 1452) fue un pintor italiano activo en la primera mitad del quattrocento, hijo de Lorenzo di Bicci y padre de Neri di Bicci, todos ellos pintores. Es uno de los más caracterizados y prolíficos pintores del gótico internacional.

## Biografía
Nacido en Florencia en 1373, se formó en el taller de su padre, aunque influido también por Lorenzo Monaco y Gentile da Fabriano. En 1418 se casó y en 1424 se inscribió en el gremio de pintores de Florencia. 
Después de los primeros trabajos -en gran medida frescos- realizados en colaboración con su padre, recibió de los Médici algunos encargos importantes, entre ellos, según Vasari, un ciclo de frescos de Hombres ilustres para el Palazzo Medici. También pintó al fresco para la catedral de Florencia un apostolado y en el hospital de Santa Maria Nuova la serie de frescos que representen la dedicación de la propia iglesia de San Egidio y San Cosme y San Damián.
Sus mejores obras pueden ser la Virgen entronizada, actualmente en la Galería Nacional de Parma, el tríptico con las Historias de San Nicolás, en la catedral de Fiesole, y una Natividad pintada para la iglesia de San Giovannino dei Cavalieri, en Florencia. También en Florencia se encuentran frescos suyos en la entrada de la capilla de la Compagnie en la iglesia de Santa Trinita, y en sus alrededores, en Empoli y en Lastra a Signa.
Su hijo, Neri di Bicci fue también pintor y a la muerte de Bicci di Lorenzo en Florencia en 1452 se hizo cargo del taller familiar. Está enterrado en la iglesia de Santa Maria del Carmine.

## Obras
- En Florencia:

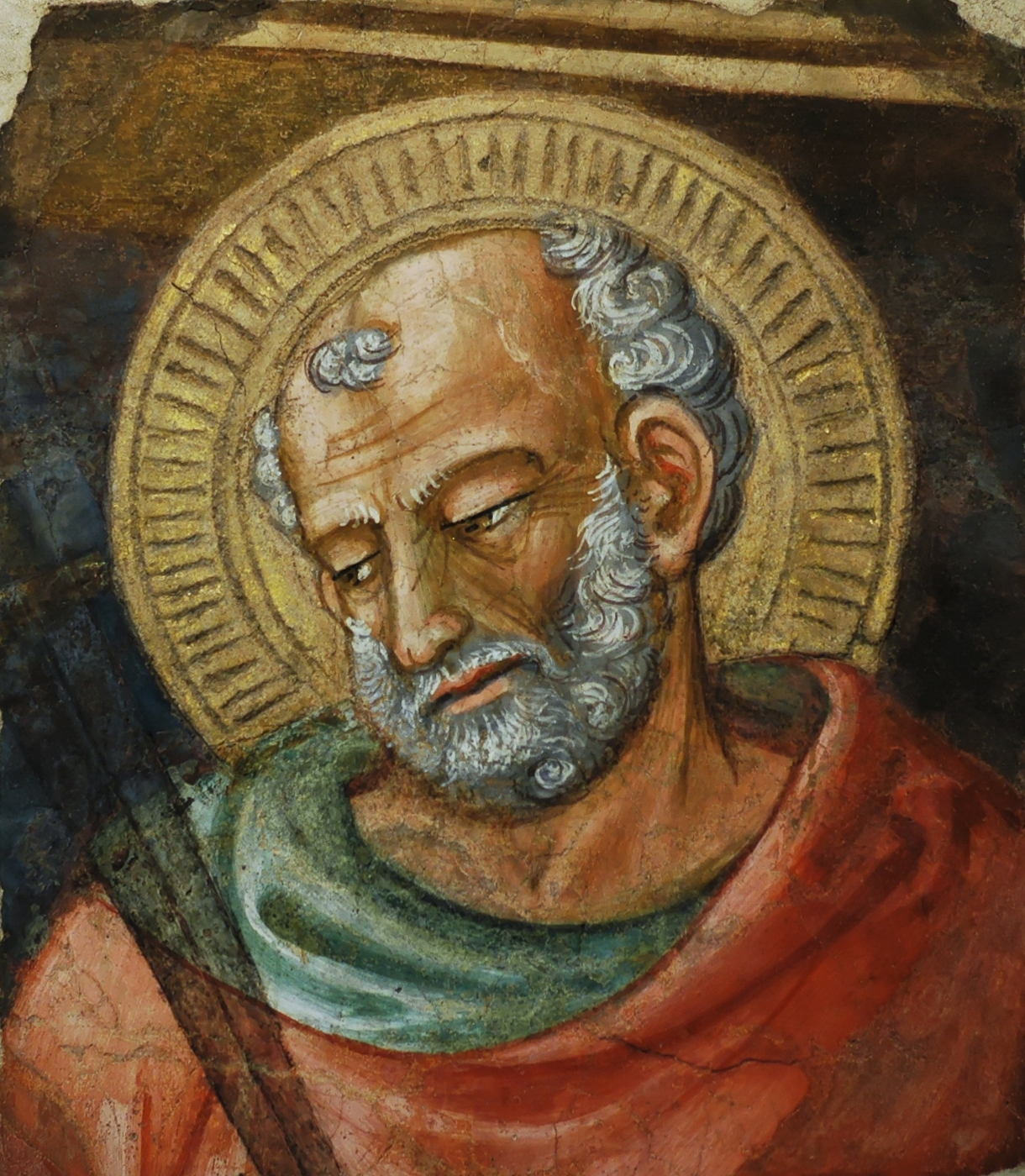
Judas Tadeo, Museo dell'Opera del Duomo, Florencia.

  - Natividad (1435), iglesia de San Giovannino dei Cavalieri
  - Coronación de la Virgen, Basílica de la Santa Trinidad,
  - San Judas Tadeo, fragmento de un fresco procedente del Duomo durante la restauración del siglo XVII, conservado en el Museo dell'Opera del Duomo
  - Bodas místicas de santa Catalina de Alejandría, iglesia de Santa Felicita
  - Tríptico Tres historias de San Nicolás, en el Duomo de Fiesole
  - Madonna in trono e santi, San Felice in Piazza
  - Frescos en la iglesia de Santa Maria Vergine della Croce al Tempio
  - Anunciación,
  - Uomini Illustri, hombres ilustres, frescos en el Palazzo Medici (destruidos pero con testimonios de Giorgio Vasari)

- En el resto de Italia:
  - San Niccolás Tolentino protege Empoli de la peste, Collegiata di Sant'Andrea, Empoli,
  - Madona del Trono (1433), Galleria Nazionale de Parma
  - Los evangelistas, frescos en la arquivolta del ábsisde de la Basílica de San Francisco de Arezzo, trabajos interrumpidos por su muerte en 1452 y continuados por Piero della Francesca